# Charles Le Myre de Vilers
Charles Marie Le Myre de Vilers né le 17 février 1833 à Vendôme et mort le 9 mars 1918 à Paris, est un diplomate et homme politique français. Il fut gouverneur de la Cochinchine (et ministre plénipotentiaire en Annam) et résident général de Madagascar.

## Biographie
Il était le fils d'un officier de marine. Entré à l'École navale en 1849, il fit une carrière de marin jusqu'à son entrée dans le corps préfectoral en 1861. Il fut sous-préfet de l'arrondissement de Joigny en 1863, sous-préfet de Bergerac en 1867 et Alger en 1869.
Durant la guerre de 1870, il reprend ses fonctions de marin et sert comme aide de camp de l'amiral La Roncière, s'illustrant lors du siège de Paris. Il est nommé préfet de la Haute-Vienne, en mars 1873.
Il est gouverneur de Cochinchine et ministre plénipotentiaire à la Cour d'Annam. Il élabore un code pénal, des conseils d'arrondissement, le conseil municipal de Saïgon, s’attelle à la construction d'infrastructures et à séparer le pouvoir militaire de l'administration civile.
Il est nommé résident général à Madagascar le 9 mars 1886 sous le Gouvernement Charles de Freycinet (3) avant de se retirer pour se présenter aux élections législatives.
Il effectue plusieurs mandats comme député de la Cochinchine :
- 12/12/1889 - 14/10/1893  : Cochinchine française,
- 20/08/1893 - 31/05/1898  : Cochinchine française,
- 08/05/1898 - 31/05/1902  : Cochinchine française.

Au cours de ses mandats, il s'occupe encore des affaires des colonies, essayant d'éviter la guerre avec Madagascar et lorsque cela fut impossible, il soutint le général Galliéni et l'abolition de l'esclavage.

## Carrière civile
Une fois retiré des affaires, il s'implique dans la Société de géographie, milite contre l'esclavagisme et crée une mission avec Pasteur contre la maladie du sommeil.

## Distinctions
- Grand officier de la Légion d'honneur (22 aout 1888)[1]

## Écrits
- Notes sur la situation financière du département de la Haute-Vienne,  Limoges, impr. de Chapoulard frères, 1877.
- "Organisation administrative de l'Indochine française. Projet de rapport au président de la République", manuscrit, avant-projet par Noël Pardon, 15 mars 1888.
- Rapport fait au nom de la commission de la marine, chargée d'examiner le projet de loi portant organisation du cadre des officiers de la marine et des équipages de la flotte, par M. Le Myre de Vilers,... ,  Paris, Motteroz, 1891.
- Lettre de M. Le Myre de Villers à ses électeurs de Cochinchine pour leur rendre compte de son mandat de député, Paris, librairies-imprimeries réunies, 1893.
- Rapport fait au nom de la Commission de la Marine chargée d'examiner le projet de loi sur la composition des équipages des bâtiments naviguant au cabotage international dans les mers de l'Extrême-Orient, par M. Le Myre de Vilers,...,  Paris, Motteroz, 1897.
- Conférence sur les voyages d'explorations maritimes au XIXe siècle, manuscrit, vers 1905.
- Les institutions civiles de la Cochinchine (1879-1881),  Paris, Éditeur Paul, 1908.
- Les Affaires du Tonkin, 1873-1883", manuscrit, vers 1910.
- Discours d'inauguration du Musée Pigneau de Béhaine, évêque d'Adran, Paris, vers 1914